# Coma dels Estanyets (Benés)
La Coma dels Estanyets és una coma pertanyent a l'antic terme de Benés, de l'Alta Ribagorça, unit actualment al municipi de Sarroca de Bellera, del Pallars Jussà.
Està situada a la vall alta del riu de Manyanet, just al nord d'on es forma aquest riu. És, concretament, en el curs del barranc Gros. Al nord de la Serreta de la Mina, és al sud-est del Cap de les Raspes Roies i al sud-oest dels Estanyets de Llevata, que li donen el nom.